# Sacha Sperling
Sacha Sperling (* 1990, eigentlich Yacha Kurys) ist ein französischer Schriftsteller. Er ist der Sohn von Alexandre Arcady und Diane Kurys und Halbbruder des Regisseurs Alexandre Aja.

## Leben
Er war Schüler der École Alsacienne, verließ diese Schule aber, um sich dem Schreiben zu widmen. Sein erster Roman, Mes illusions donnent sur la cour, dessen Titel einem Chanson Serge Gainsbourgs entstammt, war ein großer Erfolg im Jahr 2009. Er erzählt darin von einem vierzehnjährigen Pariser Schüler, der seine ersten Erfahrungen mit der Liebe macht – sowohl mit einem Freund als auch mit Freundinnen – sich von seinen Eltern entfremdet, von der Schule, und sich in Alkohol und anderen Drogen verliert. Das Buch wurde es unter anderem ins Niederländische, Portugiesische, Italienische, Ungarische, Tschechische, Chinesische, Koreanische und Vietnamesische übersetzt. Auf Deutsch erschien es unter dem Titel Ich dich auch nicht bei Piper. Sein zweiter Roman, Les Cœurs en skaï mauve, erschien 2011. Der Titel ist dem Kultroman 37°2 le matin von Philippe Djian entliehen. In seinem dritten Roman kehrt die Hauptfigur des ersten Romans nach einem Aufenthalt in den USA nach Paris zurück, wo sein Roman großen Erfolg hatte, aber seine Freunde haben sich aus Ärger, in seinem Buch verarbeitet worden zu sein, von ihm zurückgezogen. Sein vierter Roman, Histoire de petite fille, erschien 2016 und handelt von einer jungen Pornodarstellerin in Los Angeles.

## Bibliografie
- Mes illusions donnent sur la cour, Éditions Fayard, Paris, 2009, ISBN 978-2-213-64416-5
- Les cœurs en skaï mauve, Éditions Fayard, Paris, 2011, ISBN 978-2-213-66305-0
- J’ai perdu tout ce que j’aimais, Éditions Fayard, Paris, 2013, ISBN 978-2-213-67816-0
- Histoire de petite fille, Paris, Éditions du Seuil, 2016 ISBN 978-2-021-31124-2